# EMD E5
 (novembre 2021).
Si vous disposez d'ouvrages ou d'articles de référence ou si vous connaissez des sites web de qualité traitant du thème abordé ici, merci de compléter l'article en donnant les références utiles à sa vérifiabilité et en les liant à la section « Notes et références ».

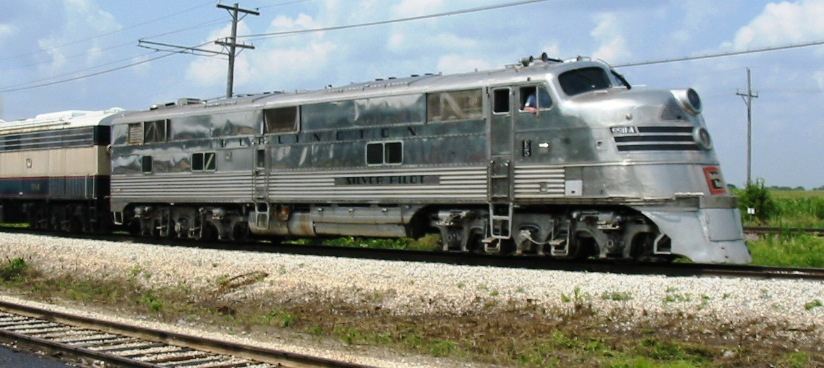
EMD E5 « Silver Pilot » de l'Illinois Railway Museum.

L'EMC E5 est une locomotive Diesel produite par l'Electro-Motive Corporation (EMC).
La E5 est une locomotive pour trains de passagers produisant 2 000 chevaux-vapeur (1,500 kW), construite en 1940-1941 pour les chemins de fer des États-Unis. La E5 se distingue des E3, E4 et E6 par son habillage en acier inoxydable poli. Comme les autres modèles, la E5 possède un "nez" caractéristique équipé de deux phares placés verticalement. La E5 était la sixième locomotive de la série EMD type E.